# Nävertjärnen (Söderbärke socken, Dalarna)
Nävertjärnen är en sjö i Smedjebackens kommun i Dalarna och ingår i Norrströms huvudavrinningsområde.